# Ivar Hansen
Pour les articles homonymes, voir Hansen.
Ivar Hansen, né le 1er novembre 1938 à Agerbæk (Danemark) et mort le 11 mars 2003 à Copenhague (Danemark), est un homme politique danois membre du parti Venstre, ancien ministre et ancien député au Parlement (le Folketing), assemblée qu'il présida.

## Biographie
Entre 1991 et 1998, il dirige le journal JydskeVestkysten.
En 1998, il devient président du Parlement après un tirage au sort contre sa rivale Birte Weiss.